# Lisa Lambe
Lisa Lambe (Dublin, 8 januari 1984) is een zangeres van Keltische muziek. Ze maakte deel uit van het muziekensemble Celtic Woman, welke ze inmiddels verlaten heeft.

## Carrière
Op haar derde jaar stond Lambe voor het eerst op de planken. Zij studeerde aan het Trinity College te Dublin. Zij trad op in twintig stukken, toneel en musical, waaronder A Pale Angel van Alex Johnston. Ook speelde zij Nora Helmer in A Doll's House en Philomena O'Shea in An Improbable Frequency. Sinds december 2010 zat Lambe lid van Celtic Woman. Op verzoek van David Downes volgde zij Lynn Hilary op. Beide zangeressen zijn sopraan.